# Sex ve městě (film)
Sex ve městě (v originále Sex and the City) je romantická komedie z roku 2008 navazující na komediální seriál z produkce HBO Sex ve městě natočen podle románu Candace Bushnellové Sex ve městě o čtveřici přítelkyň (Carrie, Samantě, Charlotte a Mirandě) žijících v New Yorku.

## Děj
Carrie s Panem Božským si koupí byt a zasnoubí se. Steve podvede Mirandu. Samantha se rozejde se Smithem a Charlotta otěhotní. Carie dostane nabídku nafotit svatební šaty pro Vogue. Jedny šaty (od Vivianne Westwoodové) dostane. V den svatby Carrie opustí pan Božský. Odjedou na dovolenou (na Carriinu "líbánkovou katastrofu" – jak nazve Samantha ve Sexu ve městě 2) do Mexika. Přijedou domů a Charlotta zjistí těhotenství. Carrie si najme asistentku – Luis ze St. Luis. Ta se ale pak zasnoubí a odstěhuje. Charlottě praskne plodová voda, když mluví s Božským a narodí se jí dcera Rose. Miranda odpustí Stevovi a Carrie odpustí panu Božskému. Pak mají malou svatbu.

## Obsazení
| Sarah Jessica Parker | Carrie Bradshaw                             |
| Kim Cattrall         | Samantha Jones                              |
| Kristin Davis        | Charlotte Goldenblatt                       |
| Cynthia Nixonová     | Miranda Hobbes                              |
| Chris Noth           | Pan Božský (John James Preston)             |
| David Eigenberg      | Steve Brady                                 |
| Evan Handler         | Harry Goldenblatt                           |
| Jennifer Hudson      | Louise, asistentka Carrie                   |
| Jason Lewis          | Smith Jerrod                                |
| Willie Garson        | Stanford Blatch                             |
| Mario Cantone        | Anthony Marantino                           |
| Lynn Cohen           | Magda                                       |
| Candice Bergen       | Enid Frick                                  |
| Joseph Pupo          | Brady Hobbes                                |
| Vaughan Sidebottom   | šéf restaurace - Andre Leon Talley sám sebe |
| Gilles Marini        | Dante                                       |